# Юго Ріссанен
Юго Вілго Ріссанен (фін. Juho Vilho Rissanen; 9 березня 1873, Куопіо, Велике князівство Фінляндське — 11 грудня 1950, Маямі, Флорида, США) — фінський художник.

## Життєпис
Народився 9 березня 1873 в околицях Куопіо у Великому князівстві Фінляндському в сім'ї батрака. Батько, страждаючи від алкоголізму, помер (замерз), коли хлопчик був ще маленьким, у зв'язку з чим сім'я часом злидарювала.
Перші кроки в його мистецькій освіті були пов'язані з живописною майстернею художника Віктора Берга, де Юго не тільки вчився, а й жив, був підмайстром у свого вчителя. Коли Ріссанен навчався в Художній школі Фінського мистецького товариства у відомої художниці Гелени Шерфбек, він був виключений, так як «був не в змозі відповідати нормальному порядку і укладу школи». Ріссанен заснув від утоми в класі.
У 1896 юнак вступив до центральної художньо-промислової школи малювання Фінського мистецького товариства в Гельсінкі, а пізніше в Турку.
У 1897 молодий живописець вступає на навчання до Петербурзької академії мистецтв, де проходив навчання під керівництвом Іллі Рєпіна. 
Молодому Ріссанену, що вийшов з соціальних низів фінського суспільства, були близькі художня концепція зображення повсякденного життя простого народу і реалістичний напрямок в образах рідної природи угруповання молодих передвижників, очолюваних Іваном Крамським та Іллею Рєпіним, у зв'язку з чим на берегах Неви він знайшов однодумців.
В останні роки художник жив і працював у Данії, а потім в Америці, у Флориді.
Помер 11 грудня 1950 в Маямі, у Флориді.

## Творчість

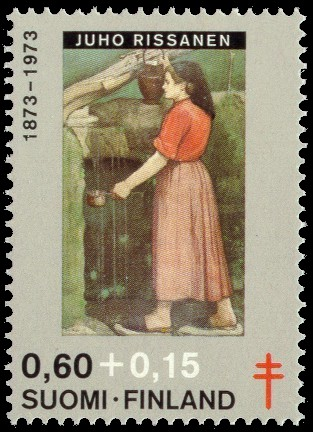
Vuoristolähteellä

Як зауважив Едельфельт: «Ріссанен — один із найсамобутніших, найсильніших і виключно національних талантів, які коли-небудь народжувалися в нашій країні». Уже рання творчість художника є досить цілісною у художньому відношенні.
У 1897 з успіхом пройшла перша виставка живописця, а пізніше він створив свої найкращі твори: «Сліпий» (Sokea), «Ворожка» («Povari», 1899). У своїй ранній творчості навіть твори великих розмірів Ріссанен писав майже виключно акварельними фарбами, і його стиль, подібно до Гогена, ґрунтувався на застосуванні чіткої лінії. Він писав здебільшого портрети і багатофігурні композиції з життя народу, оскільки з малих років стикався з робітниками і селянами.
Протягом життя художника завжди цікавив фресковий живопис, який відображав його потребу створювати монументальні форми, але такі можливості виникали рідко. Він залишив кілька фресок в Гельсінкі, Виборзі, Куопіо. Надалі Ріссанен відмовився від акварельних фарб і переключився на техніку олійного живопису.
У Виборзі Ріссанен працював над триптихом для особняка Вільгельма Гакмана. У різних джерелах зустрічається інформація, що Ріссанен працював у  Виборзі над фресками. Однак, за повідомленням мистецтвознавця А. Мартинової, в особняку Гакмана триптих являв собою олійний живопис. Твір «Недільний візит молодих дівчат» (Nuorten naisten sunnuntainen vierailu) створювався в околицях Парижа на основі начерків, виконаних художником у Сен-Жермен-ан-Ле. 
Ріссанен мав можливість жити у Франції завдяки фінансовій підтримці Гакмана. Ліва частина триптиха отримала назву «Відплиття на човні» (Lähtö veneellä), центральна – «Прийом в саду» (Vastaanotto puutarhassa), права – «Прощання» (Hyvästit) .Триптих був великим, розміри його центральної частини становили 135x360 см, бічних – 135x200 см. Збережені ескізи дещо менше оригінальної роботи, але за решою параметрів вони їй повністю відповідають. Вільгельм Гакман залишився задоволений ескізами, які надіслав йому Ріссанен, і художник пообіцяв подбати про те, щоб їх поетичність була збережена в самій роботі. Роботу над картиною у Виборзі Ріссанен завершив ранньою весною 1913. Триптих, написаний олійними фарбами, розташовувався в приймальні Вільгельма Гакмана на другому поверсі будівлі, на розділеній пілястрами стіні довгого холу. Оскільки Вільгельм Гакман цінував мистецтво, на оформлення інтер'єру було витрачено багато грошей. Робота також відома під назвою «В гостях» (Vieraissa käynti). Твір демонструє вплив Моріса Дені. Художник фактично використовував одну модель для всіх жіночих образів. Жіночі особи не мають яскраво виражених індивідуальних рисами, вони опрацьовані умовно, схематично. Моделлю для картини стала жінка іспанського походження, з якою Ріссанен познайомився в Парижі. Хоча і ходили чутки про те, що фінські солдати під час Другої світової війни вирізали частини роботи з рам і забрали їх з собою, але, так чи інакше, картина пропала в туманний воєнний час. Збережені ж ескізи належали Фонду культури Фінляндії, який був заснований Германом і Майєю Паавілайнен. У 1984 твори були передані на зберігання до Художнього музею Лаппеенранта, а в 2007 Фонд культури Фінляндії передав їх як подарунок музею.